# Мале Заросле
Мале Заро́сле (рос. Малое Зарослое) — присілок у складі Білозерського району Курганської області, Росія. Входить до складу Зарослинської сільської ради.
Населення — 98 осіб (2010, 146 у 2002).